# Paul Hach
Paul Hach (* 3. August 1893 in Magdeburg; † 6. Juli 1976 in Unterschleißheim/Bayern) war deutscher Verwaltungs- und Bankfachmann in hohen Positionen. 1946 wurde Hach einziger frei gewählter, kurzzeitiger Oberbürgermeister von Erfurt in der damaligen SBZ. Durch Inhaftierung wurde von der SED sein Rücktritt erzwungen und er flüchtete in die Westzonen.

## Leben und Wirken
Hach besuchte – nach entsprechendem Umzug der Eltern – in Erfurt die Bürgerschule und das Realgymnasium. Es folgten 5 1⁄2 Jahre Banklehre und -Gehilfenzeit in einer Erfurter Bankfiliale. Ab 1913 war Hach Soldat, machte den Ersten Weltkrieg mit und wurde zweimal schwer verwundet. 1919/20 war er an der Reichsbank in Erfurt tätig, dann als Prokurist im Unternehmen seines Schwiegervaters und ab 1923 wieder im Bankdienst. 1928 folgte Hach einem Ruf nach Berlin zum Deutschen Genossenschaftsverband als Revisor und Bilanzprüfer. Von dort wurde er zur Reorganisation einer Kreditanstalt in Prag abgestellt. 1935 ging Hach als Geschäftsführer einer Vermögens-Verwaltungsgesellschaft nach Schaffhausen/Schweiz. Ab 1938 war er Kaufmännischer Direktor der Wien-Film in Wien. Hach war Freimaurer und nicht in der NSDAP. Ende 1944 wurde er zum Volkssturm einberufen und nach Kriegsende nach Erfurt entlassen. Hier trat er der LDPD bei und wurde 1946 Dezernent für Handel und Versorgung.

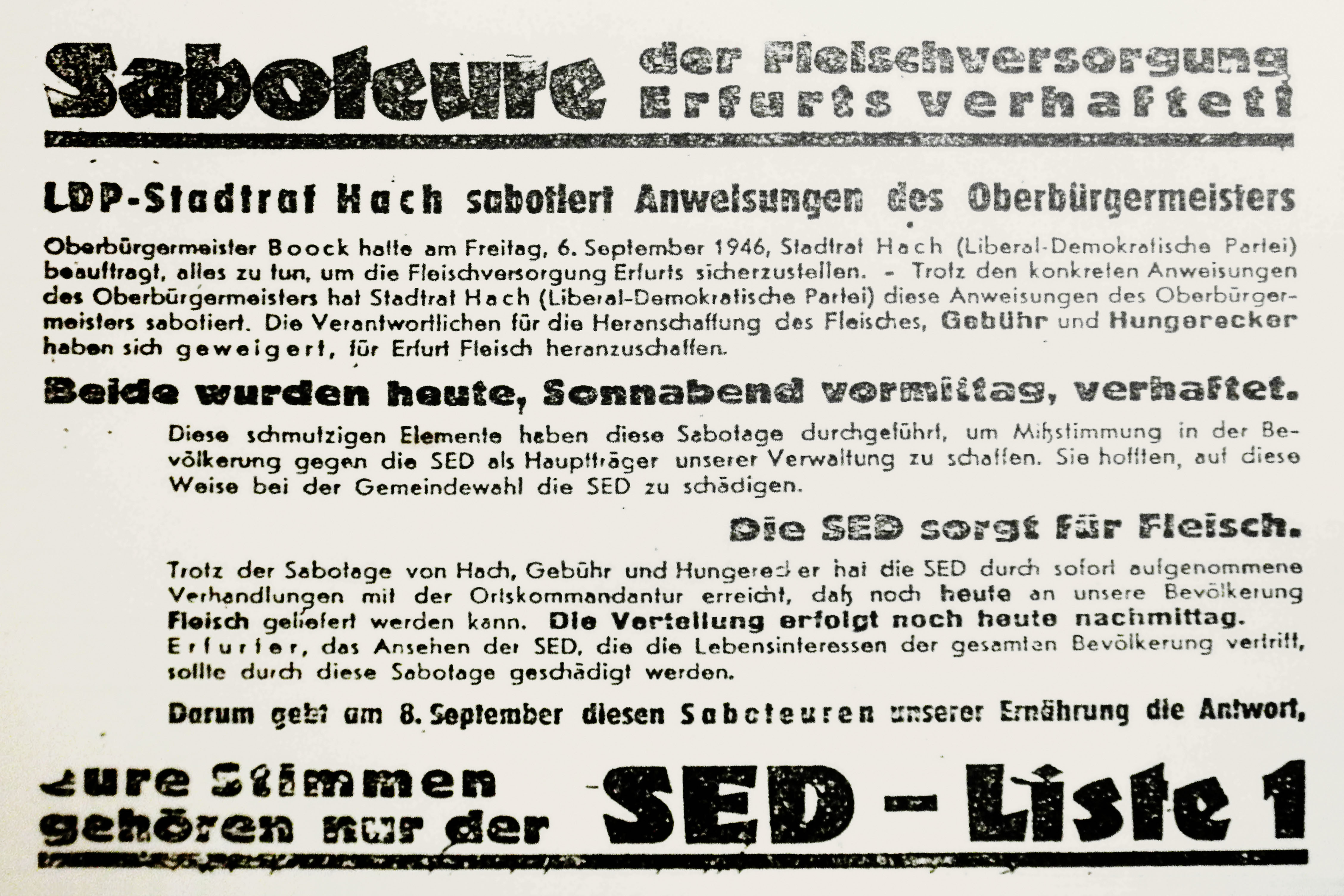
SED-Wahlplakat 1946 in Erfurt

Am 8. September 1946 fanden in Erfurt Kommunalwahlen statt. Am Vortag, dem 7. September, brachte die SED massenhaft große Plakate in den Straßen Erfurts an, in denen Paul Hach der „Sabotage an der Fleischversorgung“ der Erfurter Bürger bezichtigt wurde.
Trotzdem wurde die LDPD zur stärksten Partei gewählt. So stand ihr das Vorschlagsrecht für den Oberbürgermeisterposten zu. Entsprechend wurde am 26. September Paul Hach mit den Stimmen von LDPD und CDU zum Oberbürgermeister gewählt, als Nachfolger des von der SMAD eingesetzten Georg Boock (SED). Der sowjetische Stadtkommandant bestätigte Hach als OB und bot ihm sogar eine Villa als Wohnsitz an, was Hach ablehnte. In einem Zeitungsinterview bezeichnete der neue OB als seine dringlichste Aufgabe die ständige Sorge um die Verbesserung der Ernährungslage, der Wohnraumsituation und die Unterbringung der Vertriebenen aus den Ostgebieten. Drei Tage vor der Landtagswahl, am 17. Oktober 1946, wurde Hach nachts von der Kripo abgeholt, in das Polizeigefängnis Weimar gebracht und von dort in das Zuchthaus Ichtershausen, wo er in Sträflingskleidung in Einzelhaft kam. Der Vorwurf lautete: Verstoß gegen den Befehl 50 der SMAD und „Sabotage der Kohleversorgung“. Die Erfurter Transportfahrzeuge dafür waren in den Thüringer Wald abkommandiert worden. Nun wurden die LDPD-Stadtverordneten unter Druck gesetzt, bis sie mit knapper Mehrheit auf das Vorschlagsrecht ihrer Fraktion für den OB verzichteten und es an die SED abtraten. Sofort darauf, am 19. November, wurde Hach aus dem Zuchthaus entlassen. Anfang Dezember wählte das Stadtparlament mit den Stimmen der Blockparteien Georg Boock (SED) zum Oberbürgermeister.
Im Januar 1947 wurde Hach in das unter Verantwortung von Josef Orlopp aufzubauende Amt für Interzonen- und Außenhandel berufen. Unter Androhung eines Strafverfahrens musste er im März 1949 diese Position kündigen. Er zog mit seiner Frau nach Westdeutschland, wo er 1950 Geschäftsführer der „Neuen Deutschen“ (Wochenschau) wurde. 1960 nahm Paul Hach am Jahrestreffen der Bundeslandsmannschaft Thüringen teil, auf dem die Gründung der Vereinigung Heimattreue Erfurter beschlossen wurde. Bei diesen war er Ehrengast auf ihrem Treffen 1965 in Mainz. Seit 1967 verwitwet, verstarb Paul Hach im Alter von 85 Jahren in einem Altenheim in Unterschleißheim.
Hach hatte eine Erfurter Drogisten-Tochter geheiratet, aus der Ehe gingen zwei Söhne und eine Tochter hervor. Ein Sohn fiel in Stalingrad.
Nach der Deutschen Wiedervereinigung gab es Anfang der 1990er Jahre den Antrag auf Benennung einer Erfurter Straße nach Paul Hach, der jedoch nicht realisiert wurde.